# Charles Louis d’Albert de Luynes

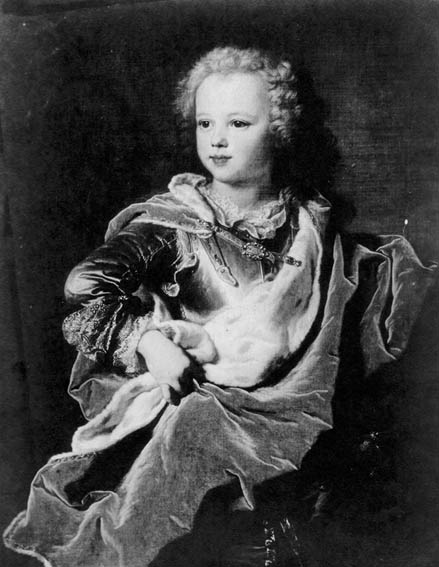
Der Herzog von Chevreuse (im Alter von fünf Jahren), Hyacinthe Rigaud, Schloss Dampierre

Marie Charles Louis d’Albert (5.) Herzog von Luynes (* 24. April 1717; † 8. Oktober 1771) war ein französischer Adliger und Militär. Er war der 5. Herzog von Luynes, Pair de France und Gouverneur von Paris.

## Biographie
Charles Louis d’Albert war der Sohn von Charles Philippe d’Albert (1695–1758), 4. Herzog von Luynes, und Louise Léontine de Bourbon-Soissons-Neuchâtel (1696–1721), Tochter von Louis-Henri de Bourbon-Soissons; er war Titularherzog von Montfort, dann Herzog von Chevreuse, Graf von Montfort-l’Amaury, dann Herzog von Luynes und Pair de France, Fürst von Neuchâtel (beanspruchter, aber vom König nicht anerkannter Titel), Marquis de Saissac et de Dangeau, Comte de Tours, de Noyers und Dunois.
In seiner Militärlaufbahn wurde er Brigadier der Dragoner (1736), Maréchal de camp (1743), Lieutenant-général des Armée du Roi (1748), Colonel général der Dragoner (1754), Gouverneur von Paris (1757) und Chevalier de l’Ordre du Saint-Esprit (1759).
Er nahm an den militärischen Auseinandersetzungen der Jahre 1733 und 1735 (Polnischer Erbfolgekrieg), ab 1741 am Österreichischen Erbfolgekrieg teil. 1741 war er bei der Einnahme von Prag, wurde im gleichen Jahr im Gefecht bei Sahay (Zahájí) an der Spitze der Dragoner vierfach verwundet. 1742 nahm er an der Verteidigung von Prag teil, danach an allen Belagerungen und Schlachten dieses Krieges.

## Ehe und Nachkommen

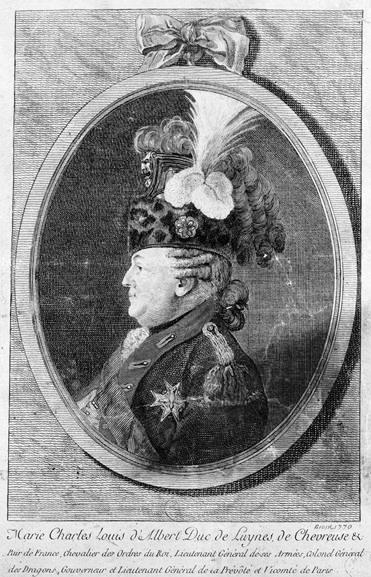
Charles Louis d’Albert im Jahr 1770 in der Uniform eines Colonel général der Dragoner

Er heiratete am 25. Januar 1735 in Saint-Sulpice in Paris Thérèse Pélagie d’Albert de Grimberghen, Tochter von Ludwig Joseph d’Albert de Luynes von Grimbergen, kaiserlicher Botschafter in Frankreich, und Madeleine Marie Honorine Charlotte, princesse de Berghes. Sie starb 1736 in Paris.
In zweiter Ehe heiratete er am 10. Juni 1738 in St-Roch in Paris Henriette Nicole Pignatelli d’Egmont (* 1719, † 1. September 1782 in Paris) Schwester von Casimir Pignatelli d’Egmont, Tochter von Procopio Carlo Pignatelli d’Egmont, Herzog von Bisaccia, und Henriette Julie de Durfort; ihre Kinder sind:
1. Charles Marie d’Albert * 23. Mai 1740, † 12. April 1758, Graf von Dunois
2. Marie Pauline d’Albert  * 7. September 1744, † 17. Oktober 1781; ⚭ 23. Mai 1758 Joseph Herzog von Chaulnes, † 1793
3. Louis Joseph d’Albert, * 4. November 1748, † 20. Mai 1807, Herzog von Luynes, Herzog von Chevreuse, Herzog von Montfort-l’Amaury, Marquis de Dangeau, Comte de Dunois, Comte de Noyers, Pair de France, 5. Dezember 1781 Feldmarschall, 1789 Deputierter für den Adel der Touraine in den Generalständen, 5. September 1803 – 20. Mai 1807 Senator, 23. Mai 1807 im Panthéon bestattet, der Körper wurde am 28. August 1862 exhumiert und an die Familie zurückgegeben; ⚭ 19. April 1768 Guyonne, Tochter von Gui Herzog von Laval (Haus Montmorency)